# Habenaria readei
Habenaria readei là một loài thực vật có hoa trong họ Lan. Loài này được Harv. ex Rolfe mô tả khoa học đầu tiên năm 1912.